# Ернст Штайнманн

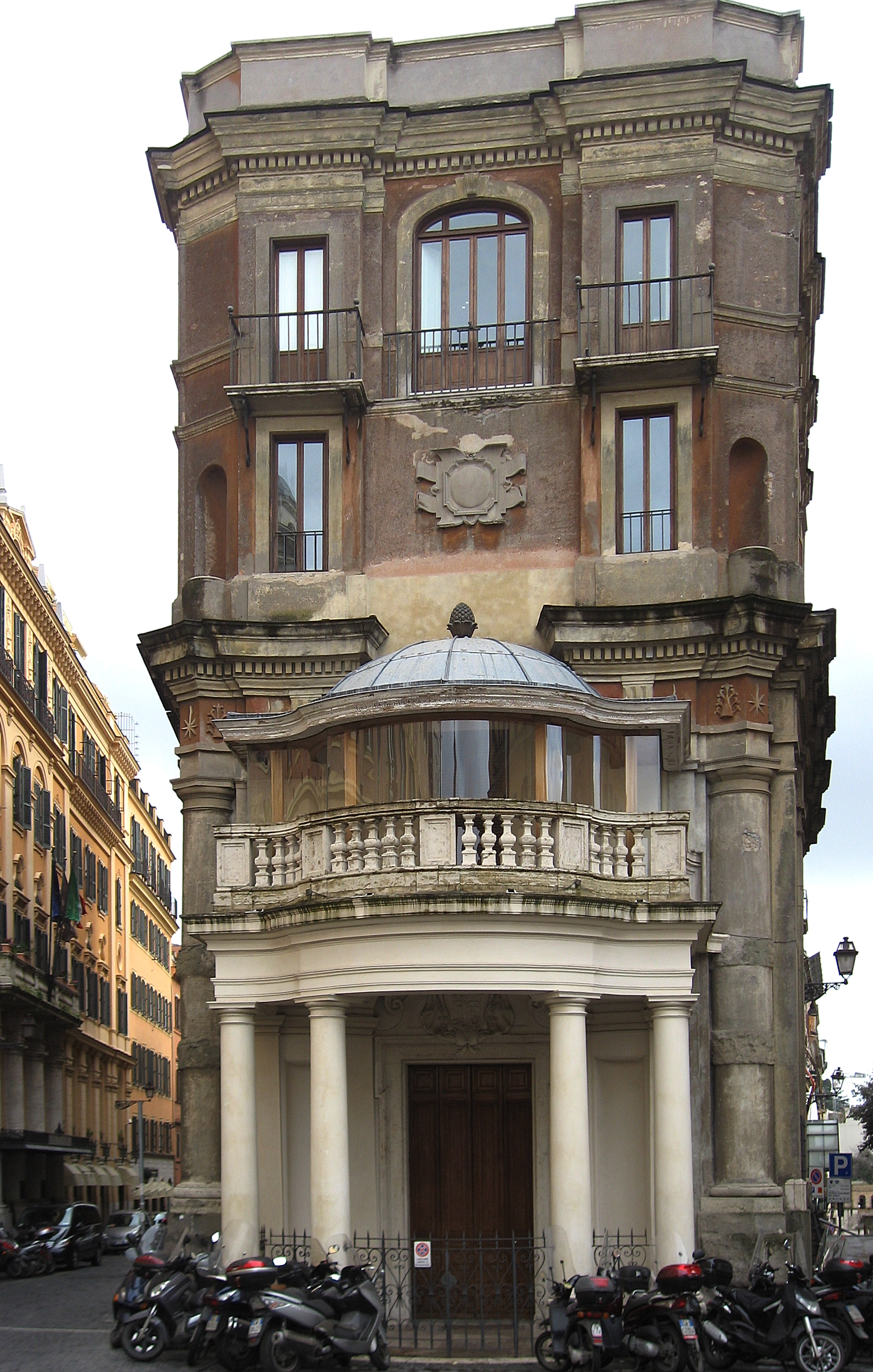
Будинок і місце роботи Ернста Штайнмана протягом багатьох років, Палаццо Цуккарі в Римі

Ернст Теодор Карл Штайнманн (нім. Ernst Theodor Karl Steinmann; 4 вересня 1866 року, Єрденсторф — 23 листопада 1934 року, Базель, Швейцарія) — німецький мистецтвознавець, який спеціалізувався на італійському Відродженні та особливо на Мікеланджело. Директор-засновник бібліотеки Герціана у Римі.

## Біографія
Ернст Штайнман народився як молодший син і один із шести дітей пастора Адольфа (нім. Adolf; 1819—1899) та його дружини Бетті, до шлюбу — Ріцеров (нім. Betty Ritzerow). Фольклорист Ульріх Штайнманн був йому племінником.
З 1887 року він вивчав теологію та мистецтвознавство в Тюбінгенському, Ростоцькому та Лейпцизькому універоситетах. Професорами, які його підтримували, були, перш за все, Йоганнес Овербек і Антон Шпрінгер. У 1891 році, ще до того, як він отримав докторський ступінь із середньовічних титулів (1892), він став науковим співробітником Археологічного інституту в Лейпцизі. Після військової служби він проводив дослідження в Римі з 1893 року, підтримані різними стипендіями та приватним фінансуванням. Там він підготував монументальну роботу про Сікстинську капелу, яка викликала сенсацію не в останню чергу через чудове видання з фотографіями, зробленими спеціально для цієї публікації. Подальші тривалі дослідження привели його до Флоренції.
1 червня 1901 року Штайнманн одружився з Ольґою фон Ґерстфельд (нім. Olga von Gerstfeld; 28 січня 1866, Ловичі — 29 квітня 1910, Рим).
З 1903 по 1911 рік Штайнман обіймав посаду директора Музею Великого князівства в Шверіні. У 1913 році він став першим директором новоствореної бібліотеки Герціана, приватної ініціативи на пожертвування Генрієти Герц, яка була його близькою подругою. Зміни в будівлі інституту, Палаццо Цуккарі, спроєктованого Федеріко Цуккарі наприкінці XVI століття, координував Штайнманн, який також переїхав у службове приміщення там. Незважаючи на те, що під час його діяльності на посаді директора відбувалися політично вибухові фази, такі як придбання інституту під час Першої світової війни, пізніше загроза привласнення під час Беніто Муссоліні та початок тиску на ліберальну дослідницьку спільноту після того як націонал-соціалісти прийшли до влади, Ернст Штайнманн продовжив свою інтенсивну дослідницьку діяльність і опублікував численні есе та книги, які зараз вважаються стандартними роботами, особливо про Мікеланджело. У той же час, однак, його твори часто критикувалися з боку деяких його сучасників, оскільки їхній хвалебний тон іноді різко контрастував із тверезою, науковою мовою його колег-спеціалістів, тож іноді розкішно оздоблені та надруковані у великому форматі томи з вишуканими ілюстраціями відкидалися як ранні «книги для журнального столика».
У 1934 році Штайнманн, уже важко хворий, пішов у відставку, а Лео Брунс став його наступником у Герціані. Штайнманн помер після двох інсультів у Швейцарії, куди поїхав для відновлення та догляду. Велика спадщина Штайнманна, включаючи щоденники, які він вів протягом багатьох років, зараз зберігається в архіві Товариства Макса Планка. Менша частина його великої бібліотеки щодо Мікеланджело отримала Ватиканська бібліотека.

## Вибрані публікації
(Повну бібліографію праць Ернста Штайнмана можна знайти в Tesche 2002, стор. 275—280)
- Die Tituli und die kirchliche Wandmalerei im Abendlande vom V. bis zum XI. Jahrhundert. Seemann, Leipzig 1892.
- Botticelli. Velhagen & Klasing, Bielefeld u. a. 1897.
- Pinturicchio. Velhagen & Klasing, Bielefeld u. a. 1898.
- Die Sixtinische Kapelle. Bruckmann, München 1901—1905.
- Rom in der Renaissance von Nicolaus V. bis auf Leo X. 2., umgearb. u. verm. Auflage Seemann, Leipzig 1902.
- Das Geheimnis der Medicigraeber Michel Angelos. Hiersemann, Leipzig 1907.
- Das Grabmal Pauls III. in St. Peter in Rom. Poeschel & Trepte, Leipzig 1912.
- Die Portraitdarstellungen des Michelangelo. Klinkhardt & Biermann, Leipzig 1913.
- Pilgerfahrten in Italien. 3. Auflage Klinkhardt & Biermann, Leipzig 1914 (gem. mit Olga von Gerstfeldt).
- Michelangelo Bibliographie: 1510—1926. Klinkhardt & Biermann, Leipzig 1927 (gem. mit Rudolf Wittkower).
- Michelangelo im Spiegel seiner Zeit. Poeschel & Trepte, Leipzig 1930.

## Виноски
1. 1 2 3 4 5 6 7 8 9 10 11 12 13 14 15 16 17 18 19 20 21 22 23 24 25 26  Deutsche Biographie — München BSB, Historische Kommission bei der Bayerischen Akademie der Wissenschaften, 2001.
2. 1 2 3 4 5  http://purl.uni-rostock.de/matrikel/200009617
3. ↑  Bibliothèque nationale de France BNF: платформа відкритих даних — 2011.
4. ↑  CONOR.Sl
5. ↑  Eintrag im Rostocker Matrikelportal
6. ↑  Tesche 2002, S. 243f; Ebert-Schifferer 2013, S. 37.
7. ↑  Ebert-Schifferer 2013, S. 39f.
8. ↑  Tesche 2002, S. 233.
9. ↑  AMPG: III. Abteilung, Reposiur 63[недоступне посилання]. In: Archiv der Max-Planck-Gesellschaft, Datenbank des Archivs. Abgerufen am 4. März 2022.